# Język agob
Język agob, także dabu – język papuaski używany w Prowincji Zachodniej w Papui-Nowej Gwinei (rejon rzeki Pahoturi oraz południowe wybrzeże). Według danych z 2000 roku posługuje się nim 2440 osób.
Ethnologue wyróżnia odmiany dialektalne: agob (1440 użytkowników), ende (540 użytkowników), kawam (460 użytkowników). Tworzy złożony zespół dialektów (przeciwległym punktem kontinuum jest język idi). Grupy dialektów agob i idi należą do samodzielnej rodziny języków pahoturi (związki z innymi rodzinami pozostają nieustalone).
Jest zapisywany alfabetem łacińskim.